# أيودار

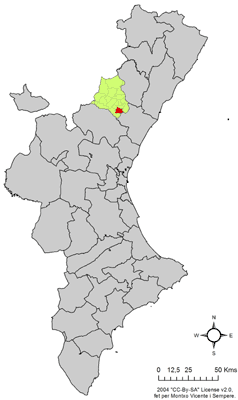
خريطة

بلدية أيودار (بالإسبانية: Ayódar)، هي إحدى بلديات مقاطعة كاستيلون التي تقع في منطقة بلنسية، في شرق إسبانيا.
يبلغ عدد سكانها 227 نسمة وفقاً لإحصائية سنة (2006).